# Trbušni tifus
Trbušni tifus sistemska je bolest koju uzrokuje bakterija Salmonella typhi, karakterizirana vrućicom, prostracijom, bolom u trbuhu i ružičastim osipom - rozeolom. 

## Epidemiologija i patologija
Bacili tifusa nalaze se u stolici asimptomatskih kliconoša ili u stolici i urinu onih s aktivnom bolešću. Zbog neadekvatne higijene nakon defekacije, može se S. typhi proširiti na komunalne izvore hrane ili vode. U endemskim područjima, gdje su sanitarne mjere uglavnom nedovoljne, S. typhi se češće prenosi vodom, nego hranom. U razvijenim zemljama, uglavnom se radi o transmisiji putem hrane koju je tijekom pripremanja kontaminirao zdravi kliconoša. Muhe mogu prenijeti organizam s fekalija na hranu. Povremena transmisija direktnim kontaktom (analno-oralnim putem), moguća je kod djece za vrijeme igre ili kod odraslih za vrijeme spolnog odnosa. Bolničko osoblje se u rijetkim slučajevima može zaraziti ako ne poduzme odgovarajuće mjere zaštite prilikom promjene zagađene posteljine. 
Organizam ulazi u tijelo preko gastrointestinalnog trakta, a u krvotok ulazi preko limfnih puteva. U ileumu i kolonu, dolazi do monocitne inflamacije unutar lamine proprije i u Peyerovim pločama, gdje je česta lokalna nekroza tkiva. U težim slučajevima moguće su ulceracije, krvarenje i perforacija crijeva. 
Oko 3% neliječenih bolesnika postaju kronični crijevni kliconoše, što znači da izlučuju mikroorganizme stolicom duže od godinu dana. Kod nekih kliconoša, koji su očito asimptomatski inficirani, nema podataka o kliničkoj bolesti. Opstruktivna uropatija povezana sa shistosomijazom može predisponirati određene bolesnike s trbušnim tifusom da postanu urinarni kliconoše. 
Većinu od procijenjenih 2000 kliconoša u SAD, čine starije žene s kroničnom bolesti bilijarnog trakta. Epidemiološki podaci ukazuju da je u kliconoša veća vjerojatnost oboljevanja od hepatobilijarnog karcinoma nego u općoj populaciji.

## Simptomi i znaci
Inkubacija (obično 8-14 dana) ovisi o broju progutanih organizama. Bolest obično počinje postupno s vrućicom, glavoboljom, artralgijama, faringitisom, opstipacijom, anoreksijom i bolom u trbuhu, koji je osjetljiv na palpaciju. U manje česte simptome ubrajaju se dizurija, podražajni kašalj i epistaksa. 
Ako se ne započne terapija, temperatura postupno raste kroz 2 do 3 dana, ostaje povišena (obično do 39,4-40˚ C) daljnjih 10-14 dana, počinje postupno padati krajem 3. tjedna i dolazi na normalnu razinu tijekom 4. tjedna. Prolongirana vrućica često je praćena relativnom bradikardijom i prostracijom, a u teškim slučajevima pojavljuju se simptomi od strane SŽS-a, kao što su delirij, sopor ili koma. U oko 10% bolesnika, diskretne ružičaste eflorescence, koje na pritisak izblijeđuju (rozeola), pojavljuju se na prsima i trbuhu tijekom 2. tjedna i nestaju za 2 do 5 dana. Perforacija crijeva, obično u području distalnog ileuma, pojavljuje se u 1 do 2% bolesnika. Akutni abdomen i leukocitoza u 3. tjednu bolesti ukazuju na perforaciju. Česti su splenomegalija, leukopenija, anemija, lezija jetre, proteinurija i blaga potrošna koagulopatija. Može doći i do akutnog kolecistitisa i hepatitisa. 
U kasnijem stadiju bolesti, kad je oštećenje crijeva najizraženije, može doći do teškog proljeva, a stolica može sadržavati krv (20% okultnu, 10% vidljivu). U oko 2% bolesnika tijekom 3. tjedna dolazi do teškog krvarenja sa smrtnošću od oko 25%. Pneumonija se može razviti u 2. ili 3. tjednu i obično je posljedica pneumokokne infekcije, iako S. typhi također može uzrokovati infiltrate pluća. Atipične prezentacije, kao što su pneumonitis, izolirana vrućica ili simptomi koji ukazuju na infekciju mokraćnih puteva, mogu otežati dijagnozu. 
Rekonvalescencija može trajati nekoliko mjeseci. Osim toga, bakterijemija ponekad može izazvati žarišne infekcije, kao što su osteomijelitis, endokarditis, meningitis, apscesi mekih tkiva, glomerulonefritis ili zahvaćanje genitourinarnog trakta. U 8 do 10% neliječenih bolesnika, simptomi i znaci slični inicijalnom kliničkom sindromu mogu se ponovno pojaviti oko 2 tjedna nakon pada temperature. 
Iz nejasnih razloga, antibiotska terapija na početku bolesti povećava incidenciju febrilnog relapsa na 15 do 20%. Ako se antibiotska terapija ponovno primijeni kad dođe do relapsa, temperatura pada brzo, za razliku od sporog pada koji se vidi za vrijeme primarne bolesti. Ponekad može doći i do drugog relapsa.

## Dijagnoza
Dijagnoza se potvrđuje izolacijom tifusnih bacila u kulturi, iako klinička slika i hematološki poremećaji mogu ukazati na trbušni tifus. Bacili tifusa se obično izoliraju iz hemokultura ili kulture koštane srži samo za vrijeme prva 2 tjedna bolesti, dok su koprokulture obično pozitivne za vrijeme 3. do 5. tjedna. Često su pozitivne i urinokulture. Organizam je moguće izolirati i iz kulture bioptičkog uzorka jetre ili rozeole. 
Bacili tifusa sadrže antigene (O i H) koji potiču stvaranje odgovarajućih protutijela. Četverostruki porast titra O i H protutijela u parnim uzorcima seruma, uzetim u razmaku od 2 tjedna, ukazuje na S. typhi infekciju. Ipak, ovaj je test (Widalova reakcija aglutinacije) tek umjereno osjetljiv (kod 30% kulturom dokazanih slučajeva je negativan) i nedostaje mu specifičnost (mnogi netifusni sojevi salmonela imaju O i H antigene koji unakrsno reagiraju; kod ciroze postoji nespecifična proizvodnja protutijela, koja uzrokuje lažno pozitivnu Widalovu reakciju). Za sada se još ispituju metode kao što je enzimski imunotest za detekciju antigena S. typhi u serumu i urinu u ranom stadiju bolesti. 
Diferencijalna dijagnoza uključuje ostale Salmonella infekcije koje uzrokuju salmonela – vrućicu ili paratifusni sindrom, rikecioze, leptospirozu, diseminiranu tuberkulozu, malariju, brucelozu, tularemiju, infektivni hepatitis, infekcije koje uzrokuje Yersinia enterocolitica i limfom. Rano u tijeku bolesti, trbušni tifus može ličiti i na virusnu infekciju gornjih dišnih puteva ili infekciju mokraćnih puteva. 

## Prognoza
Bez antibiotika, smrtnost je oko 12%; uz promptnu terapiju, smrtnost je <1%. Većinom umiru pothranjene osobe, dojenčad i stariji. Sopor, koma i šok, znak su teške bolesti i loše prognoze. Komplikacije se uglavnom pojavljuju kod neliječenih bolesnika ili kad je terapija započeta kasno. 

## Profilaksa
Mjere prevencije su pročišćavanje pitke vode, učinkovito uklanjanje otpadnih voda (kanalizacija), pasterizacija mlijeka; kronični kliconoše ne smiju rukovati živežnim namirnicama i treba provesti adekvatnu izolaciju bolesnika. Osobito su važne mjere crijevne izolacije. Osobe koje putuju u endemska područja, trebaju izbjegavati hranu koja se čuva ili servira na sobnoj temperaturi, sirovo lisnato povrće i neflaširanu vodu. Prije pića, vodu treba prokuhati ili klorirati. 
Učinkovitost živog atenuiranog peroralnog cjepiva protiv trbušnog tifusa (soj Ty21a) iznosi oko 70%. Daju se ukupno 4 doze, po jedna svaki drugi dan. Budući da cjepivo sadrži žive S. typhi organizme, kontraindicirano je kod imunosuprimiranih bolesnika. Upotreba Ty21a cjepiva u SAD nije odobrena kod djece mlađe od 6 godina. Alternativno, može se dati jedna doza parenteralnog Vi polisaharidnog cjepiva, čija je učinkovitost 64-72%, a podnošljivost je dobra. Ovo cjepivo se primjenjuje jednom IM injekcijom. 

## Liječenje
Antibiotici značajno smanjuju težinu i trajanje bolesti, te reduciraju komplikacije i mortalitet. Lijekovi izbora su ceftriakson i cefoperazon. Primjenjuju se u sljedećim dozama: ceftriakson 30 mg/kg/dan IM ili IV, podijeljeno u 2 doze, kroz 2 tjedna (npr. 1 gr IV svakih 12 h za odrasle); cefoperazon 60 mg/kg/dan IV, podijeljeno u 2 doze, kroz 2 tjedna. Kloramfenikol se i dalje upotrebljava širom svijeta, no rezistencija je u porastu. Kinoloni mogu biti korisni i mogu se upotrijebiti kao “stabilizirajuća” peroralna terapija (npr. ciprofloksacin 500 mg PO svakih 12 h) nakon inicijalne parenteralne terapije cefalosporinom 3. generacije. Primjena kinolona se ne preporuča kod djece prije puberteta. 
Kao alternativna terapija, ovisno o in vitro osjetljivosti, može se primijeniti ampicilin 100 mg/kg/dan IV ili IM podijeljeno u 4 doze, kroz 14 dana. Kortikosteroidi se mogu upotrijebiti uz antibiotike, za liječenje teških toksičnih simptoma. Njihova primjena obično dovodi do pada temperature i kliničkog poboljšanja. Prednison 20 do 40 mg/dan PO (ili ekvivalent) u prva tri dana liječenja je obično dovoljno. Više doze kortikosteroida (deksametazon 3 mg/kg IV inicijalno, zatim 1 mg/kg svakih 6 h kroz ukupno 48 h) upotrebljavaju se kod bolesnika koji su u deliriju, komi ili šoku. 
Od suportivnih mjera, važna je prehrana, koju treba održavati čestim obrocima. Mirovanje u krevetu potrebno je dok je bolesnik febrilan. Valja izbjegavati salicilate (koji mogu uzrokovati hipotermiju i hipotenziju), kao i laksative i klizme. Proljev se može smanjiti tekućom dijetom i ako je potrebno, parenteralnom prehranom. Mogu biti potrebni nadoknada tekućine i elektrolita, te transfuzija krvi. 
Perforacija crijeva i s njom povezan peritonitis, zahtijevaju širu antibiotsku terapiju koja će pokriti gram-negativne i anaerobne bakterije. U liječenju perforacije, uz antibiotike, preferira se kirurška intervencija, iako i sama konzervativna terapija može imati stanovitog uspjeha. Relapsi se liječe kao inicijalna bolest, s tim što trajanje antibiotske terapije rijetko treba biti duže od 5 dana. Kliconoše se moraju prijaviti lokalnom odjelu javnog zdravstva i treba im zabraniti manipuliranje hranom. 
Nakon akutne bolesti bacili tifusa se mogu izolirati i nakon 3 do 6 mjeseci u osoba koje neće postati kliconoše; nakon toga, tri negativne koprokulture u tjednim intervalima, isključuju stanje kliconoštva. Kliconoštvo se može eradicirati kod osoba s normalnim bilijarnim traktom u oko 60% slučajeva i to primjenom antibiotika kao što su ampicilin 4x1,5 gr PO ili IV kroz 6 tjedana ili amoksicilin 3x2 gr kroz 4 tjedna. Uz ampicilin se može dati probenecid 4x0,5 gr PO. 
U nekih kliconoša s bolešću žučnog mjehura, eradikacija je bila postignuta primjenom kotrimoksazola i rifampicina. U drugim slučajevima, kliconoštvo se obično može eradicirati kolecistektomijom uz primjenu antibiotika kroz 1-2 dana preoperativno i 2-3 tjedna postoperativno (ampicilin 6 gr/dan IV, podijeljeno u 4 doze).
|  | Molimo pročitajte upozorenje o korištenju medicinskih informacija. Ne provodite liječenje bez savjetovanja s liječnikom! |